# Edward Bellamy
Edward Bellamy (Chicopee, 26 maart 1850 – aldaar, 22 mei 1898) was een Amerikaanse auteur die het meest gekend is voor zijn boek Terugblik uit het jaar 2000 (originele titel: Looking Backward: 2000–1887). Hij is ook gekend voor zijn utopische ideeën over een harmonieuze wereld. Het geslacht Bellamy behoort tot de eerste kolonisten van de Verenigde Staten. De familie wordt vernoemd vanaf 1650.

## Levensloop

### Jeugd
Bellamy wordt geboren als zoon van Rufus King Bellamy, een baptist, en Maria Louisa Putnam. Hij heeft drie broers, twee oudere en één jongere. De oudste sterft op 25-jarige leeftijd in 1868 tijdens een familiereis waar hij zelf niet bij is.
Hij gaat naar de basisschool en geniet secundair onderwijs in Chicopee, vooraleer naar de Universiteit te gaan in Schenectady, New York. Hier blijft hij twee semesters, omdat hij een reis naar Europa wou maken. Hij verblijft lang in Duitsland, waar hij Rechten studeert, maar nooit advocaat zal worden. Zijn voorkeur gaat uit naar de journalistiek, maar na het overlijden van zijn broer wil hij zich meer richten op de literatuur. Tijdens zijn verblijf in Duitsland komt hij in contact met de ideeën van Karl Marx: ondanks het feit dat hij bewust is van de klassenstrijd, verwierp hij die. Hij ziet er wel de politieke noodzaak van in, maar niet de economische.
Hij bewonderde ook de militaire organisatie, maar deze droom werd aan diggelen geslagen toen hij werd geweigerd aan West Point.

### Literaire carrière
Zijn eerste werken zijn niet zo'n groot succes: boeken als Six to one (1877), Dr. Heidenhoff's Process (1880) en Miss Ludington's Sister (1884) worden geen bestseller. Succes bereikt hij met Terugblik uit het jaar 2000, gepubliceerd in januari 1888. In tien jaar tijd werden er een miljoen exemplaren van verkocht. Zijn boek sloeg aan bij een publiek dat nog leed onder de depressie van 1883 en onder de indruk was van de economische opstanden, zoals de Haymarket Riot in Chicago in 1886. Het boek leidt tot de oprichting van de Nationalist Party. Om de principes ervan, alle hulpbronnen aan de staat en gelijkheid tussen de mensen, verder uit te dragen, richt hij de New Nation op en schrijft een vervolg op zijn bestseller, na een kort politiek intermezzo, Economische gelijkheid (1897) (originele titel: Equality). Dit zou zijn slotwerk zijn, hij sterft een jaar later in 1898, op 22 mei.
Terugblik uit het jaar 2000 gaat over Julian West. Hij woont in Boston en is welgesteld. Hij heeft slaapproblemen en laat een hypnotiseur komen om zijn probleem op te lossen. Op de vooravond van zijn huwelijk met Edith Bartlett gebeurt het weer: in de ondergrondse slaapkamer brengt de hypnotiseur hem in slaap. Deze keer wel erg degelijk. Boven hem brandt, tijdens zijn diepe slaap, het huis af en men veronderstelt dat hij is omgekomen. Op dezelfde locatie wordt een nieuw huis gebouwd. In het jaar 2000 woont een zekere dokter Leete in dat huis en als die in zijn tuin een laboratorium wil bouwen, wordt bij renovatiewerken de verborgen kelder ontdekt, waarin Julian al die tijd in een soort comatoestand lag. De dokter meldt hem dat het inmiddels het jaar 2000 is en neemt hem op in zijn gezin. Daar ontstaat dan het spel van vraag en antwoord dat het grootste deel van het boek uitmaakt, over hoe het vroeger was en vooral hoe het 'nu' is. Hoe de armoede is opgelost, hoe de economische ongelijkheid is verdwenen, de achterstand van de vrouw opgeheven, enzovoort. Dokter Leete verwoordt Bellamy's eigen kritiek op de maatschappij van eind negentiende eeuw en hij beschrijft het 'nu', als het Utopia van het jaar 2000. Sommige utopische delen uit het boek zijn waarheid geworden, zoals de Europese eenmaking. Andere ideeën, zoals de afschaffing van gevangenissen of het verdwijnen van de werkloosheid zijn nog niet voor morgen.

### Politieke invloed
Hoewel het niet zijn oorspronkelijke bedoeling is, veroorzaakt zijn boek politieke deining. Waar Marx de oplossing in de klassenstrijd ziet, ziet Bellamy de oplossing bij een samenwerking tussen de verschillende klassen. Iedereen zou gelijk zijn, het geld wordt afgeschaft en de bevolking heeft de leiding over het land. In vele landen ontstonden er Bellamy-partijen, een van de eerste in Boston in 1888, later ook in Nederland en België.

## Werken
- Six to One (1877)
- Dr. Heidenhoff's Process (1880)
- Miss Ludington's Sister (1884)
- To Whom This May Come (1888)
- Looking Backward, 2000–1887 (1889)
- "How I Came to Write Looking Backward", The Nationalist (Boston), vol. 1, nr. 1 (mei 1889), pp. 1–4.
- The Programme of the Nationalists. Philadelphia: Bureau of Nationalist Literature, 1894 — vooreerst gepubliceerd in The Forum, maart 1894.
- Equality (1898)
- The Duke of Stockbridge (1900)